# Palazzo De Liguoro di Presicce

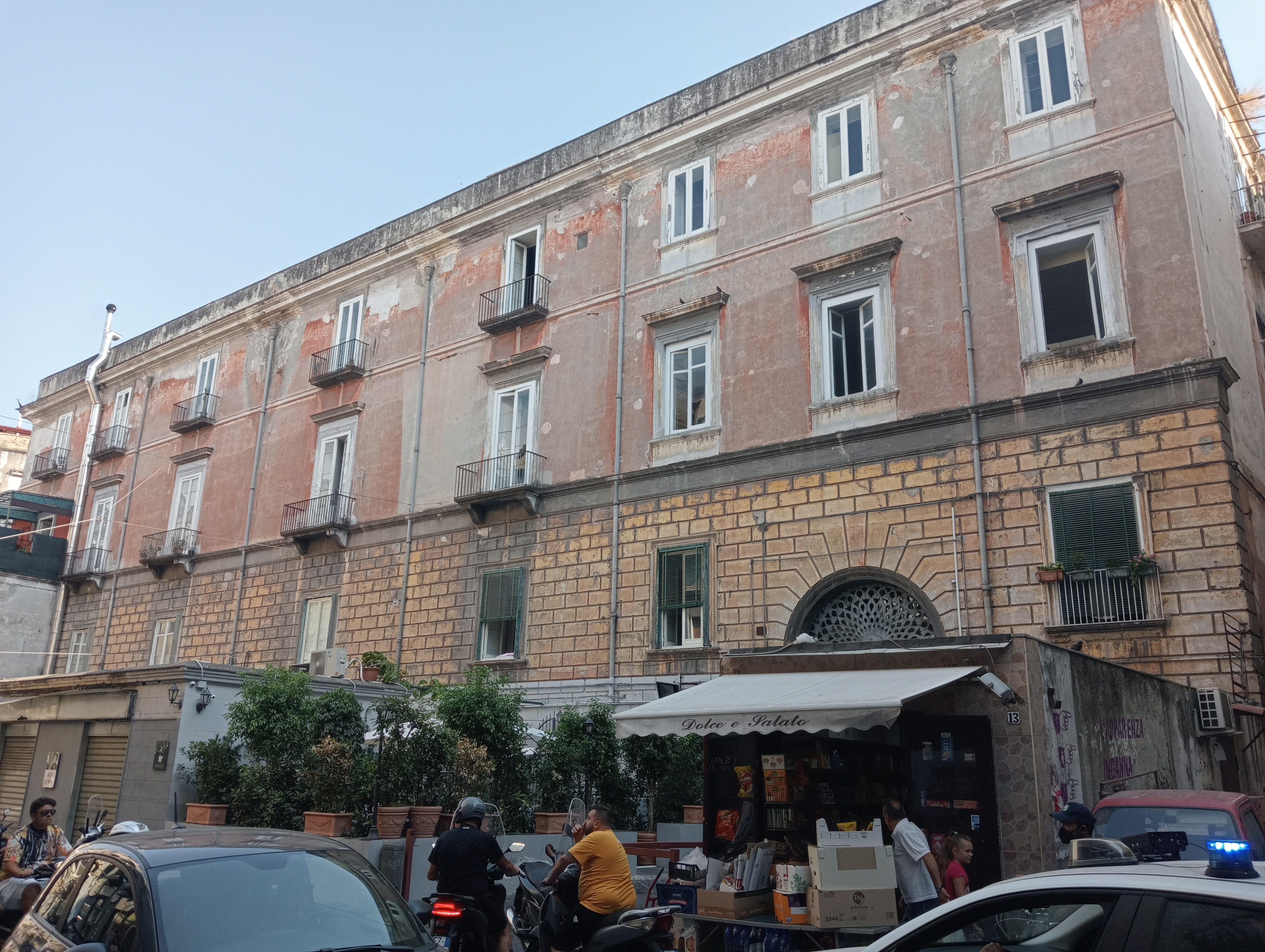
Palazzo De Liguoro di Presicce in Neapel

Der Palazzo De Liguoro di Presicce ist ein Palast aus dem 16. Jahrhundert im Viertel Sanità in Neapel in der italienischen Region Kampanien. Er liegt in der Via Arena di Sanità, 12.

## Geschichte und Beschreibung
Die ‚‚De Liguoros‘‘ ließen das Gebäude im 16. Jahrhundert errichten, wahrscheinlich vor 1566, dem Jahr, in dem der damalige Vizekönig gezwungen war, die Bautätigkeit außerhalb der Mauern aus der Herrschaftszeit des Hauses Aragón (die auf Geheiß von Don Pedro Álvarez de Toledo bereits erweitert wurden) zu verbieten, und zwar aufgrund des abnormen und schwer zu kontrollierenden urbanen Wachstums der Stadt. Anfänglich muss es eine Vorstadtvilla mit zwei Stockwerken gewesen sein, umgeben von einem großen Garten (damals war das heutige Viertel Sanità nur spärlich bebaut und wenige Adelspaläste waren in dem ruhigen Grünland verteilt) und von der Familie als Freizeitresidenz genutzt (diese hatte bereits eine repräsentative Residenz in der Via Oronzo Costa.).
Der Umbau der Villa zu einem Palast fand in den 1720er-Jahren statt, noch vor dem großen Wachstum der Bebauung in dem Viertel ein paar Jahre später mit den Bauten oberhalb der Reggia di Capodimonte, die König Karl III. in Auftrag gab. Das Gebäude erreichte drei Stockwerke und hinter ihm, am heutigen Vico Santa Maria del Pozzo, sind noch mehr Gebäude entstanden (darunter der Palast, der der Familie Gaudioso di Camporeale gehörte), die nach und nach den Garten verschlungen haben. Aus einem Archivdokument aus dem Jahre 1724 wissen wir, dass der Prinz von Presicce, Francesco de Liguoro (1660–1734), Ferdinando Sanfelice damit beauftragte, die Arbeiten in Piperno zu schätzen, die Meister Nicola Saggese an seinem Palazzo ai Vergini ausgeführt hatte. Francesco de Liguoro war der Cousin von Giuseppe, dem Vater von Alfonso, der dort seine Kinder- und Jugendjahre durchlebte. In der ersten Hälfte des 19. Jahrhunderts beschränkte sich die Eigentümerfamilie auf die Renovierung der Fassade; dagegen überließen sie in ersten Hälfte des 20. Jahrhunderts einen Teil des Gebäudes (das sie in den letzten Jahren zurückgekauft hatten) kostenlos den Redemptoristen (genau von jenem Heiligen Alfonso gegründet) und gaben die Erlaubnis, ein einstöckiges Gebäude an der Via Arena alla Sanità zu errichten, das eine Reihe von Handelsaktivitäten begünstigte, darunter auch die bekannte Pizzeria „Concettina ai Tre Santi“.
Der Palast zeigt sich heute als vierstöckiges Gebäude (drei Vollgeschosse und ein Zwischengeschoss) mit einem kleinen Vorplatz; die Fassade im unteren Teil des Gebäudes (Erdgeschoss und Zwischengeschoss) besteht aus glattem Bossenwerk; im Erdgeschoss waren ursprünglich Ladengeschäfte untergebracht. Das erste Obergeschoss hat als einziges Stockwerk Rahmen an den Fenstern und darüber gerade, schmale Bänder. Durch das Eingangsportal gelangt man in den Empfangssalon, an dessen rechter Seite sich die zweizügige Haupttreppe befindet; an deren Basis ist eine kleine Apsis angebracht, in der die Gipsstatue des Heiligen Alfonso steht, die Prinz Alfonso Maria de Liguoro (1869–1949) als Dank an den Heiligen für die „Rettung“ des Palastes vor den Bombardements des Zweiten Weltkrieges aufstellen ließ. Das Zwischengeschoss und das zweite Obergeschoss wurden nach und nach in verschiedene Wohnungen aufgeteilt, während das erste Obergeschoss insgesamt als Adelswohnung dient und in allen Räumen intakt erhalten ist (dank der nicht erfolgten Eigentümerwechsel in den fünf Jahrhunderten des Bestehens des Gebäudes, was einmalig in Neapel ist). Es ist verziert mit Porträts, zeitgenössischen Möbeln und Bildwirkereien an den Wänden. Dennoch sind nur noch an der Gewölbedecke des Ballsaals Fresken aus den 18. Jahrhundert zu sehen, die in der Trompe-l’œil-Technik von dem unbekannten Maler Antonio Maffei geschaffen wurden, der dort 1727 beschäftigt war, wie aus einigen Zahlungsdokumenten zu ersehen ist.
In den letzten Jahren wurden einige Filme und Fernsehserien in dem Palast gedreht, wie z. B. die 3. Staffel von Gomorrha oder das Haus der Stregones; auch fanden dort dank des Engagements der Eigentümerin, Paola Maria de Liguoro (* 1938), kulturelle Veranstaltungen statt.
Im Januar 2024 begannen Restaurierungsarbeiten an den Außenfassaden.